# Wappen der Karelo-Finnischen SSR

Wappen der Karelo-Finnischen SSR (1940–1956)

Das Wappen der Karelo-Finnischen SSR wurde in der Zeit des Bestehens der Karelo-Finnischen SSR (1940–1956), einer Teilrepublik der Sowjetunion, verwendet.

## Geschichte
Das Wappen der Karelo-Finnischen SSR wurde von der Regierung der Karelo-Finnischen SSR am 10. Februar 1941 eingeführt.

## Beschreibung
Das Wappen hat eine runde Form und besteht hauptsächlich aus den Farben Grün, Rot und Gold. Im oberen Teil ist ein fünfzackiger, gelb umrandeter roter Stern abgebildet, der die Zugehörigkeit zum Kommunismus und die Hand des befreiten Menschen der klassenlosen Gesellschaft darstellen soll.
Vom Betrachter aus links umschlingen Kiefernzweige die Mitte des Wappens, rechts Roggenähren. In der Mitte sieht man golden Hammer und Sichel, die als Symbol für die kommunistische Staatspolitik stehen. Unter diesem Symbol sieht man eine aufgehende Sonne. Der Eindruck wird durch Sonnenstrahlen unterstrichen. Sie steht für die goldene Zukunft des karelo-finnischen Volkes. Die Sonne geht über einer typischen karelischen Landschaft auf, in der ein reißender Fluss aus den Bergen fließt. Links ist ein Felsen, rechts im Hintergrund ein Wald mit hohen, tiefgrünen Bäumen zu sehen.
Die Kiefern und der Roggen am Rande des Wappens sind von einem zusammenhängenden roten Band mit einem weißen Muster der karelischen Volkskultur umflochten. Auf dem Band steht in der Mitte des Wappens in Großbuchstaben auf Finnisch Karjalais-Suomalainen SNT, darunter in Russisch Карело-Финская ССР („Karelo-Finnische SSR“). Links und Rechts steht auf dem Band in finnischer bzw. russischer Sprache der Schlusssatz aus dem Manifest der Kommunistischen Partei: „Prolatarier aller Länder, vereinigt euch!“ (Kaikkien maiden proletaarit, liittykää yhteen! - Пролетарии всех стран, соединяйтесь!).

## Nach 1956
Von 20. August 1956 bis 1991 benutzte die Karelische ASSR als Teil der Russischen SFSR eine Variante des dortigen Wappens. Das bisherige Wappen wurde außer Gebrauch gestellt.